# Jens Hundseid
Jens Falentinsen Hundseid, född 6 maj 1883 i Vikedal, Vindafjord i nuvarande Rogaland fylke, död 2 april 1965 i Oslo, var en norsk politiker i Bondepartiet. Hundseid var Norges statsminister från 14 mars 1932 till den 3 mars 1933.

## Biografi
Hundseid utbildade sig till agronom genom studier vid Stavanger amts landbruksskole, Kongsberg skogskole samt Norges landbrukshøgskole på Ås, där han tog examen 1905. Han var därefter folkhögskolelärare 1905–08 och lanbruksstipendiat 1908–10. 1911 studerade Hundseid lantbruk i Storbritannien. Efter att ha gift sig 1912 med Martha Eknes drev paret en gård samtidigt som Hundseid arbetade som lärare i lantbruksämnen.
1920 grundades det norska Bondepartiet. Hundseid blev medlem omgående övertygad om att böndernas, fiskarnas ställning hotades på allvar. Från 1916 till 1918 var Hundseid redaktör för Eidsvoll blad och blev 1918 rektor för Telemarkens lantbruksskola.
Hundseid valdes in i Stortinget 1924 där han satt till 1940. Efter att tidigare statsminister Peder Kolstad hade avlidit i mars 1932 övertog Hundseid regeringsansvaret. Regeringen hade endast ett svagt stöd i parlamentet och regeringen avgick i mars 1933. Hundseid förespråkade en uppgörelse mellan Bondepartiet och Arbeiderpartiet.
Efter den tyska ockupationen av Norge 1940 tillfrågades Hundseid av det tyska rikskommissariatet om han kunde leda en nazistisk, norsk bondeorganisation som skulle samarbeta med ockupationsmakten. Hundseid vägrade. Satt under hård press av den nazistiske "justitieministern" Sverre Riisnæs kände sig Hundseid tvungen att bli medlem i Nasjonal samling.
Efter kriget ställdes Hundseid inför rätta och dömdes skyldig till landsförräderi. Straffet blev tio års fängelse och straffarbete. Efter fyra år omprövades straffet och Hundseid frigavs 1949. Till sin död 1965 levde han ett tillbakadraget liv i Oslo.